# Deutsche Bank Championship
Het Deutsche Bank Championship is een golftoernooi dat deel uitmaakt van de Amerikaanse PGA Tour. Het toernooi werd opgericht in 2003 en vindt sindsdien plaats op de TPC Boston in Norton, Massachusetts. 
Het wordt gestart op de vrijdag voor Labor Day, dus begin september. De laatste ronde is op Labor Day. In 2007 werd het toernooi onderdeel van de FedEx Cup. Het prijzengeld ging US$ 1,500.000 omhoog naar US$ 7.000.000.

## Winnaars
| Jaar | Winnaar         | Score | Score | Info                            |
| ---- | --------------- | ----- | ----- | ------------------------------- |
| 2003 | Adam Scott      | 264   | –20   |                                 |
| 2004 | Vijay Singh     | 268   | –16   |                                 |
| 2005 | Olin Browne     | 270   | –14   |                                 |
| 2006 | Tiger Woods     | 268   | –16   |                                 |
| 2007 | Phil Mickelson  | 268   | –16   |                                 |
| 2008 | Vijay Singh     | 262   | –22   |                                 |
| 2009 | Steve Stricker  | 267   | –17   |                                 |
| 2010 | Charley Hoffman | 262   | –22   |                                 |
| 2011 | Webb Simpson po | 269   | –15   | Won de play-off van Chez Reavie |
| 2012 | Rory McIlroy    | 264   | –20   |                                 |
| 2013 | Henrik Stenson  | 262   | –22   |                                 |
| 2014 | Chris Kirk      | 269   | –15   |                                 |

| Toernooirecord |  | po = winnaar na play-off |